# 巴伐利亚足球协会
巴伐利亚足球协会（德語：Bayerischer Fußball-Verband，简称）是德国足球协会辖下的21个州级协会之一，涵盖范围为巴伐利亚州全境，总部设于慕尼黑。它于1949年作为一个独立的协会成立，但其起源可追溯至1945年。
巴伐利亚足协也是南德足球协会的组成部分，后者作为德国的五大地区级协会，其成员还包括巴登、黑森、南巴登和符腾堡的州级足协。截至2016年，巴伐利亚足协共拥有1,587,570位注册球员、4,624个成员俱乐部和28,206支球队在联赛系统中作赛，使其成为德国足协下属最大的州级协会以及巴伐利亚州立体育协会中最大的单项体育组织。基于此地位，巴伐利亚每年可额外获得一个直接入围德国足协杯首轮的名额。

## 历史

### 既往史
德国南部的足球活动最初是由南德足球协会管理，它于1897年10月17日在卡尔斯鲁厄成立，然后以“南德足球俱乐部协会”的名义运作，范围涵盖了当时仍为巴伐利亚王国的领土。新协会很快便开始组织起一项地区性的足球赛事——南德足球锦标赛，联赛系统则跟随在几年后构建。
1927年11月，该协会与南德田径协会合并，形成了一个更大规模的组织——南德足球及田径协会。随着纳粹主义在1933年的兴起，协会接到来自柏林的命令需要在1933年3月解散。1933年8月6日，协会在斯图加特举行了最后一次全体大会后，正式实施解散令。其财务清算则是在1942年完成。

### 巴伐利亚足协
第二次世界大战结束后，德国的巴伐利亚成为美国占领区的一部分。由于各占领区之间的出行受到限制，重新建立南德协会似乎是不可能的。在此背景下，巴伐利亚州立体育协会于1945年7月18日成立，并在一年后获得美国当局的正式认可。这个新的组织并非完全受到欢迎，因为前SFLV的成员将其视为重建原协会的障碍。
这种情况很快便演化成冲突，因为在1945年9月，一个地区性的足球联赛——南部高级联赛成立，它是由德国南部16个最为重要的足球俱乐部所组成。这一赛事的组织者还获得了美国当局批准重新建立SFV的许可。在高级联赛之下，则已组存在有尚未获得SFV授权、由各联邦州自行开展的州级联赛。
1945年11月4日，新的高级联赛举行了其首轮比赛，这迫使慕尼黑最大的俱乐部，拜仁慕尼黑和慕尼黑1860违背了它们的承诺去参加慕尼黑足球锦标赛。结果，这两个俱乐部在1945年9月被驱逐出BLSV。为了减轻BLSV和巴伐利亚足球俱乐部之间的摩擦，汉斯·胡伯，即后来的巴伐利亚足协主席被安排执掌BLSV的足球部门，并重新将拜仁及1860接纳入会。
面对指摘，BLSV的足球部门始终无法站稳脚跟，后者最终逐步将自己建立为一个独立的组织，并在1946年6月成为巴伐利亚足协。此外，在1949年12月19日，南德足球协会正式重新成立。为了避免任何南德和巴伐利亚足协之间的摩擦，后者成为SFV的成员，但足球俱乐部仍只是州协会成员，而非从属于SFV。SFV负责组织高级联赛和新设立的高级乙组联赛，而其它的所有联赛则由各自所属的州级协会负责。
巴伐利亚足协内部又根据行政区划分为七个区域组织，即上弗兰坑、下弗兰肯、中弗兰肯、施瓦本、上普法尔茨、上巴伐利亚和下巴伐利亚。各行政区又管辖总共24个参赛县，并且每个行政区都设有分散的办事处。在2006年实施的协会架构重组中，要求每个县必须由至少100个俱乐部组成。因此，中弗兰肯及上弗兰肯都减少了各自的参赛县，下弗兰肯自此则增加了一个参赛县。
各行政区的具体细分如下：
- 中弗兰肯行政区，由三个参赛县组成：埃尔朗根/佩格尼茨谷底、诺伊马克特/汝拉及纽伦堡/弗兰肯高地
- 下巴伐利亚行政区，由四个参赛县组成：巴伐利亚森林、兰茨胡特、帕绍及施特劳宾
- 上巴伐利亚行政区，由四个参赛县组成：多瑙/伊萨尔、因河/萨尔茨巴赫、慕尼黑及楚格峰
- 上弗兰肯行政区，由三个参赛县组成：班贝格/拜罗伊特/库尔姆巴赫、科堡/科罗纳赫/利希滕费尔斯及霍夫/马克特雷德维茨
- 上普法尔茨行政区，由三个参赛县组成：安贝格/魏登、卡姆/施万多夫及雷根斯堡
- 施瓦本行政区，由三个参赛县组成：阿尔高、奥格斯堡及多瑙
- 下弗兰肯行政区，由四个参赛县组成：阿沙芬堡、伦山、施韦因富特及维尔茨堡

## 成员数据
截至2016年，巴伐利亚足协共有1,587,570位注册球员，成为迄今为止德国最大的州级协会，威斯特法伦则以911,837位注册球员排名第二。在这一年，巴伐利亚足协亦有4,624个成员俱乐部和28,206支球队在其联赛系统中作赛。

## 联赛系统
巴伐利亚足球联赛系统包括男子和女子成年联赛、男子和女子青少年联赛以及杯赛。它负责组织举办的全州范围的联赛——巴伐利亚联赛，分为男子和女子组赛，男子19岁、17岁和15岁以下组以及女子17岁以下组。在它们之下，则是区域性质的州级联赛，然后以一个联赛金字塔的形式一直延伸至德国足球联赛系统的第十三级。
巴伐利亚杯是巴伐利亚的顶级杯赛赛事，分为男子和女子组别举办。
自2012-13赛季起，巴伐利亚州的最高级别联赛分别为：
| 组别         | 联赛                     | 等级 |
| 男子         | 巴伐利亚地区联赛         | 4    |
| 女子         | 女子巴伐利亚联赛         | 4    |
| 男子19岁以下 | U-19巴伐利亚联赛         | 2    |
| 男子17岁以下 | U-17巴伐利亚联赛         | 2    |
| 女子17岁以下 | 女子U-17巴伐利亚联赛     | 1    |
| 男子15岁以下 | U-15巴伐利亚联赛 1       | 2    |
| 女子15岁以下 | 女子U-17行政区高级联赛 2 | 1    |
| 男子13岁以下 | U-13行政区高级联赛       | 1    |

- 1 分为两个赛区。
- 2 仅适用于部分地区。

## 离异成员
巴伐利亚收容有一个来自奥地利的俱乐部——克莱因瓦泽塔尔（SV Kleinwalsertal），它在2016-17赛季于阿尔高甲级联赛（A-Klasse Allgäu）作赛。
一些巴伐利亚俱乐部出于地理渊源而选择在邻州的联赛系统作赛。其中拜仁阿尔策瑙参加的是黑森联赛系统，阿沙芬堡胜利过去亦是如此。而在符腾堡边境、位于伊勒河沿岸的许多俱乐部则是参加符腾堡联赛系统，其中最成功的包括有奥/伊勒、伊勒蒂森以及林道。阿沙芬堡胜利及伊勒蒂森双双自2012年起重返巴伐利亚，并藉此机会得以参加新成立的巴伐利亚地区联赛。
共有75个施瓦本地区的巴伐利亚俱乐部在符腾堡联赛系统作赛，其中的45个来自多瑙河/伊勒河流域，其余则分布在其它的符腾堡边境地带。在2010年底，这一数字因这些俱乐部可能会被迫返回巴伐利亚联赛系统而产生浮动，但最终放弃。

## 章程
巴伐利亚足协的竞赛章程偶尔会有些特殊条款不同于德国足协的框架标准。
巴伐利亚足协将球员分为三档：业余球员、合约球员及持证球员。其中，它对于业余的定义是球员不按参与的比赛收取费用，并且每个月的报酬不超过249.99欧元。它还将职业化细分为合约球员和持证球员，其中合约球员是每个月报酬允许超过250欧元的俱乐部会员；而持证球员则是完全职业化。
巴伐利亚足协明确的将赛季定义在每年的7月1日开始，并在次年的6月30日结束。它禁止于一月份进行比赛，除非他们在室内举行。
每个在联赛系统中参赛的俱乐部都必须有一定数量的青年队，这取决于他们所参加的联赛，其中州级联赛和巴伐利亚联赛的成员必须拥有的青年队数量最多，为3支。每个俱乐部还必须为每支成年队领域提供一名裁判。
巴伐利亚足协规定在位处联赛系统第四至第六级的联赛必须拥有18支球队的规模，这也可以随着某一赛季升级和降级的波动而最低减至16支球队。它还规定了每个级别的特定联赛名称。在县等联赛（Kreisklasse）或以下级别，同个俱乐部的一线队和二线队可以在同一级别但不是同一个联赛中作赛。
与德国大多数的其它足球协会不同，如果有两个或更多的球队在赛季的最终排名中积分相同，巴伐利亚并非通过净胜球来决定联赛排名。如果积分相同的球队涉及到夺冠、升级或降级等因素，那么这些球队则必须额外参赛来决胜。然而，这项规则在2011-12赛季暂时失效，因为在2012年改制后，已存在大量的决胜局用于决定未来的联赛系统。自那时起，净胜球已被用于较高的联赛级别，而低级别则赋予各队所希望采用何种方式的选择权。
巴伐利亚联赛系统内的所有联赛冠军都有直接升级的权利。如果俱乐部放弃升级，则权利会被传递至排名后一位的球队，并可最多传递至排名第四的位置。
如果一个俱乐部在赛季中破产，则其一线队会被自动降级至下一级联赛。预备队或青年队不受此影响，但若其有一支女队所处的联赛高于男队，则由女队顶替降级。
若球员参与的是俱乐部的职业队，则他（她）不可在预备队中参赛多于10场。然而，该规则不适用于23岁以下的球员，因此许多职业俱乐部的预备队都被称为U-23队。
在县级联赛或以下级别，被替换的球员可以于比赛过程中重复使用。但这在该联赛以上的级别是禁止的。